# Pluimdikkopje
Het pluimdikkopje (Muschampia flocciferus) is een dagvlinder uit de familie van de Hesperiidae, de dikkopjes.
De spanwijdte varieert van 14 tot 16 millimeter.